# Świadkowie Jehowy w Algierii

Algieria

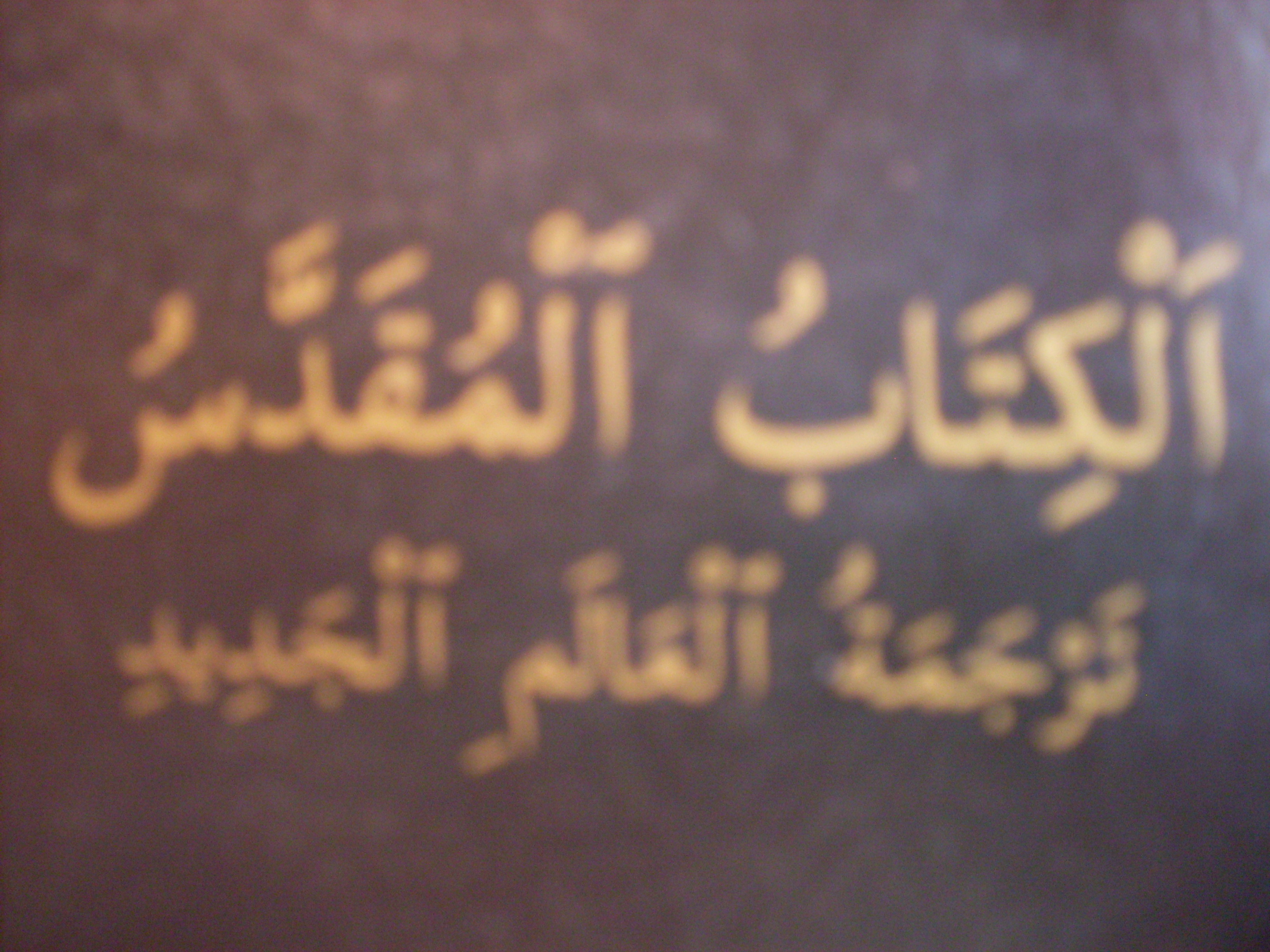
Pismo Święte w Przekładzie Nowego Świata w języku arabskim wydano w 1998 (część) oraz w 2004 (całość)

Świadkowie Jehowy w Algierii – społeczność wyznaniowa w Algierii, należąca do ogólnoświatowej wspólnoty Świadków Jehowy.
W 2011 roku społeczność Świadków Jehowy w Algierii liczyła około 100 głosicieli, należących do 3 zborów, prowadząca obecnie działalność nieoficjalną, ponieważ wyznanie nie jest w tym kraju zalegalizowane. Z tego powodu szczegółowa liczebność członków wyznania nie jest już podawana do wiadomości publicznej, a sprawozdanie z działalności dołączane jest do ogólnego z 33 krajów, w których działalność Świadków Jehowy jest ograniczona prawnie lub zakazana. Działalność Świadków Jehowy w Algierii koordynuje francuskie Biuro Oddziału.

## Historia
W latach 20. i 30. XX wieku niemiecki współwyznawca Willy Unglaube krzewił tę religię na terenie Algierii. W roku 1952 czwórka pionierów specjalnych z Francji rozpoczęła regularną działalność kaznodziejską w tym kraju. Wkrótce nową wyznawczynią została kobieta zajmująca się wróżeniem, która porzuciła wróżbiarstwo, a swych dawnych klientów informowała o nowej religii. W roku 1953 w Algierze przebywał z wizytą Nathan H. Knorr, który przemawiał do 39 osób. W latach 50. XX wieku zebrania religijne organizowano w piwnicy pewnej restauracji w centrum stolicy. W tamtych latach w Algierii prowadził pełnoczasową działalność kaznodziejską, urodzony w Algierii pionier – Jean-Claude François. W 1954 roku zanotowano liczbę 48 głosicieli, a rok później – 69, w tym dwa małżeństwa pionierów.
W 1962 roku w zborze w Algierze działało 171 głosicieli, wkrótce jednak zagraniczni współwyznawcy zmuszeni zostali do opuszczenia kraju, a inni wyjechali do pozostałych francuskich terytoriów zależnych, by tam prowadzić działalność (np. rodzina Felixów na Makatea w Polinezji Francuskiej), dlatego też liczba głosicieli spadła do 81 osób w 1964 roku. Pod koniec lat 60. XX wieku Świadkom Jehowy utrudniano spotykanie się na zebraniach chrześcijańskich. Nierzadkie były przypadki konfiskaty literatury biblijnej, a także pobicia Świadków Jehowy.
Ostatnie opublikowane sprawozdanie Świadków Jehowy z Algierii pochodzi z 1993 roku – działało wówczas 82 głosicieli, a na Pamiątkę przybyło 141 osób. W 2007 roku sąd skazał pięciu algierskich Świadków Jehowy na rok więzienia w zawieszeniu i wysoką grzywnę za prozelityzm i rozpowszechnianie Biblii. Proces odbył się w mieście Tizi Wuzu (Kabylia).
Świadkowie Jehowy wydają publikacje w języku arabskim, również w dialekcie algierskim, w języku tamazight oraz w języku shawi.